# Фас

Місце розташування фасів у бастіоні

Фас (фр. face — «обличчя») — сторона будь-чого, звернена до глядача; стіна бастіону або іншої оборонної споруди (редуту, люнету, редану), звернена до супротивника. На бастіонах, люнетах і реданах (флешах) є два фаси, кут між якими називається шпіцем (вихідним кутом). Ззаду до фасів зазвичай примикають фланки. У редутів фасів чотири: фронтовий, два бокових і горжевий фаси.
Фасами називають також прямолінійні ділянки дротяних перешкод, окопів і протитанкових ровів.